# Grimmia tristicha
Grimmia tristicha là một loài Rêu trong họ Grimmiaceae. Loài này được (Brid.) Schwägr. mô tả khoa học đầu tiên năm 1811.